# 물리파인
센타우루스자리 감마는 센타우루스자리에 있는 항성이다. 전통적인 이름은 물리파인(Muhlifain)이다.(큰개자리 감마의 아랍어식 이름이 물리페인(Muliphein)으로 발음이 비슷해서 혼동할 우려가 있다)
센타우루스자리 감마는 지구에서 약 130광년 떨어져 있고, 이중성이다. 감마를 구성하는 두 별의 분광형은 모두 A0이며 각자의 겉보기 밝기는 +2.9이다. 구성원들을 분리된 영상으로 관측하기 위해서는 적어도 직경 15센티미터 망원경이 필요하다. 둘은 83년 주기로 서로를 공전한다.
| 연도 | 각분리 | 위치각 |
| ---- | ------ | ------ |
| 1990 | 1.4″   | 353°   |
| 2000 | 1.0″   | 347°   |
| 2005 | 0.7″   | 341°   |
| 2010 | 0.4″   | 324°   |